# Middleton on the Wolds
Middleton on the Wolds, ook Middleton,  is een civil parish in het bestuurlijke gebied East Riding of Yorkshire, in het Engelse graafschap East Riding of Yorkshire met 825 inwoners.